# Adelsheim
Adelsheim (phát âm tiếng Đức: [ˈaːdəlshaɪm] ⓘ) là một thị trấn nằm ở huyện Neckar-Odenwald-Kreis, phía bắc bang Baden-Württemberg, Đức. Nơi đây nằm cách Heilbronn khoảng 30 km về phía bắc.